# Fritz Leonhardt

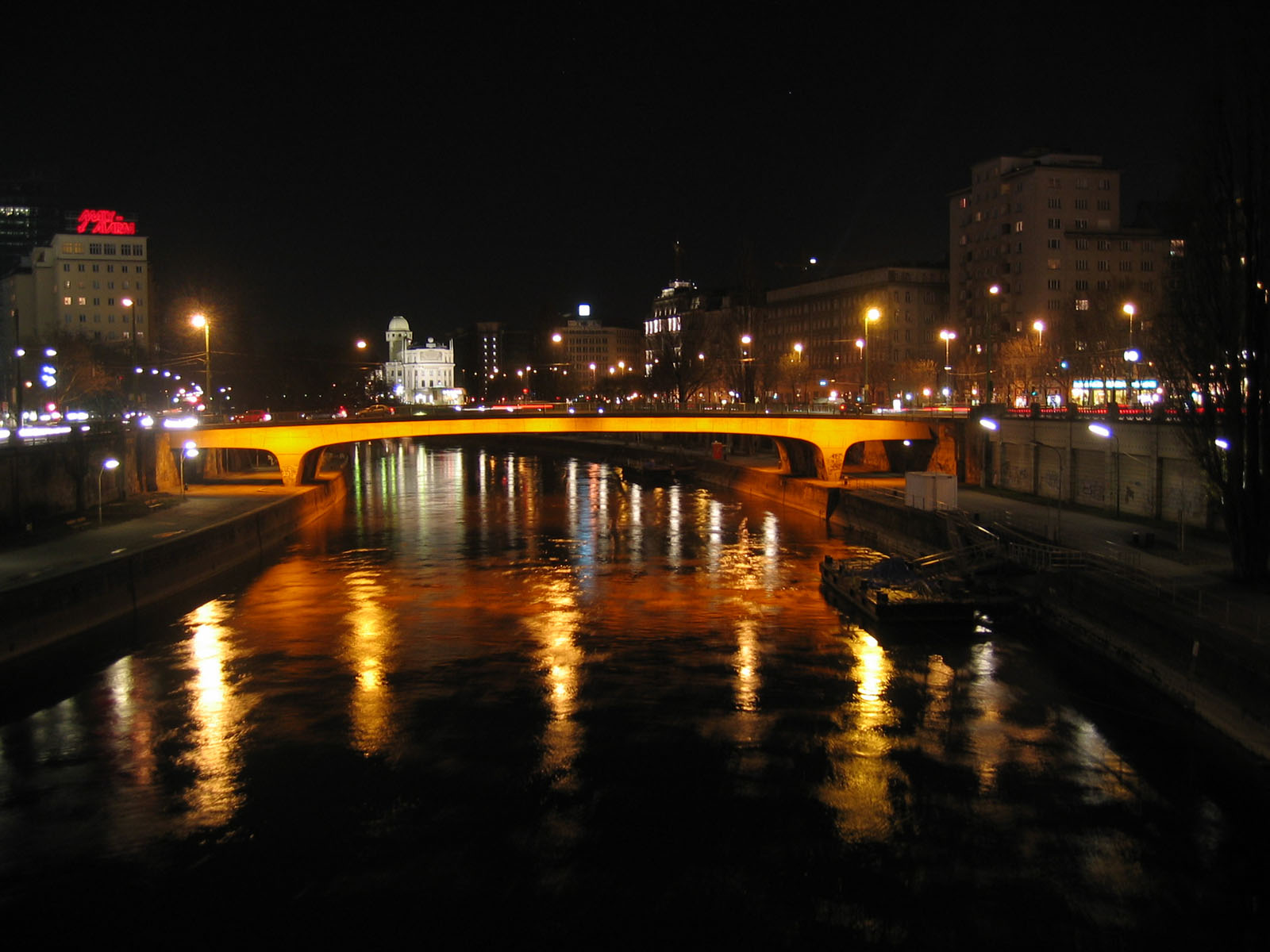
Puente Suecia en Viena, y al fondo iluminado el Urania

Fritz Leonhardt (Stuttgart, 11 de julio de 1909 - Stuttgart, 30 de diciembre de 1999) fue un reconocido ingeniero civil alemán del siglo XX.

## Obras

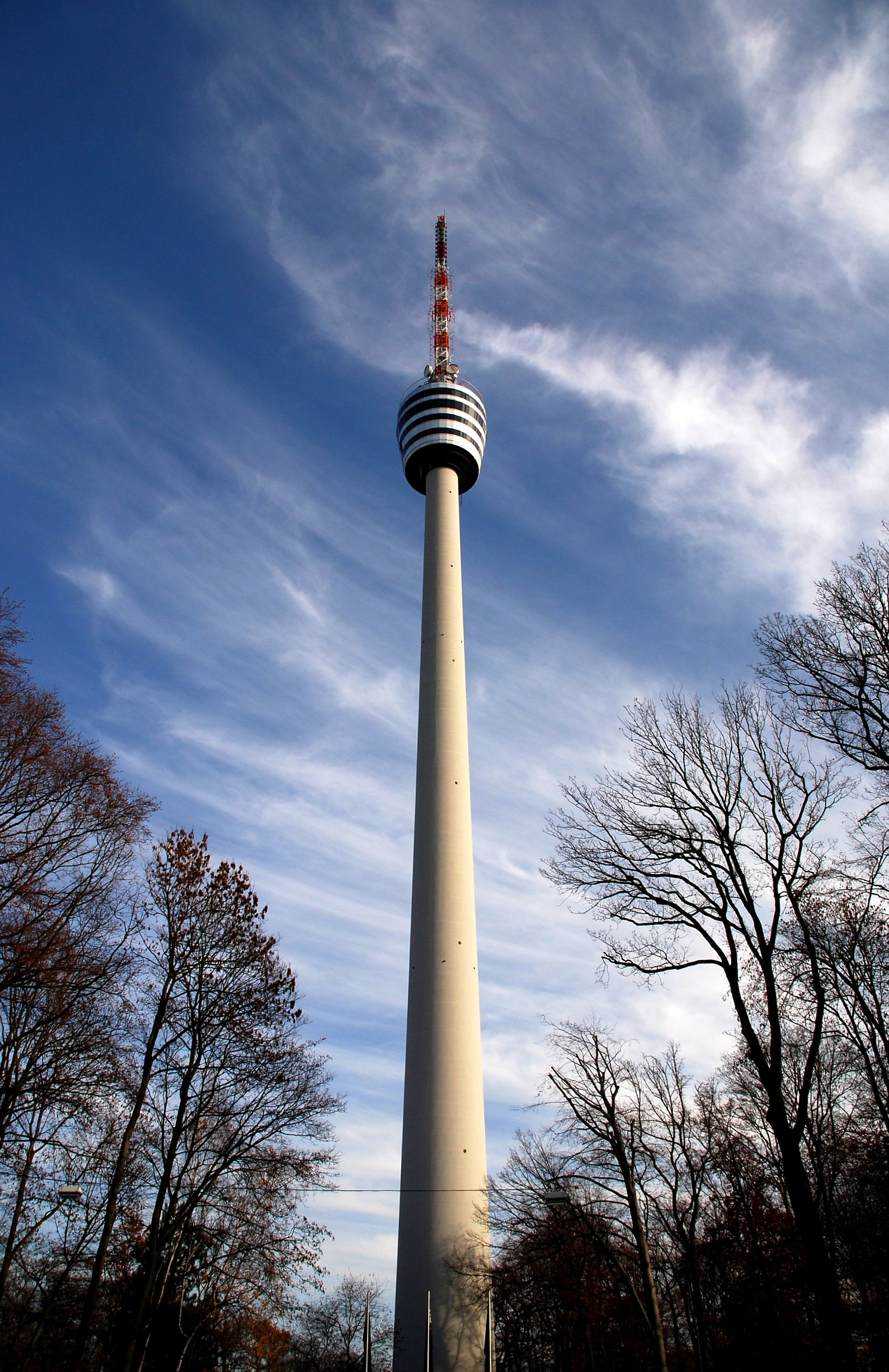
Torre de telecomunicaciones de Stuttgart

- 1934–1938: Diversas puentes para las autopistas alemanas, entre otras el primer viaducto Sulzbach en Denkendorf
- 1938–1941: Puente Colonia Rodenkirchen con Paul Bonatz, en la época el mayor puente colgante de Europa (para autopista)
- 1948: Puente Deutzer con Gerd Lohmer, primer puente de ángulo con viga cajón del mundo
- 1950: Puente del canal del Neckar en Heilbronn
- 1951: Puente Colonia Mülheim con Wilhelm Riphahn, primer puente con una placa ortotrópica
- 1955: Puente Suecia en Viena
- 1953–1956: Torre de telecomunicaciones de Stuttgart, primera torre de televisión de hormigón armado del mundo, con el arquitecto Erwin Heinle
- 1957–1976: Siete puentes sobre el río Reno Düsseldorf
- 1958–1959: Puente Severin con Gerd Lohmer
- 1963: Puente sobre el Caroní. Venezuela.
- 1967:Puente colgante sobre el Estrecho de Mesina (no construido)
- 1967: Ingeniero responsable del pabellón alemán en la exposición mundial de Montreal
- 1966–1968: Torre de Heinrich Hertz con Fritz Trautwein y Rafael Behn
- 1969: Torre de Televisión de Waghäusel con Erwin Heinle
- 1972: Cobertura en forma de tienda del Estadio Olímpico de Múnich, proyecto de su oficina de ingeniería
- 1975–1978: Puente sobre el Valle del Neckar en Weitingen
- 1979: Puente Kochertal, junto al arquitecto Hans Kammerer
- 1981: Torre Colonius, proyecto estructural y trabajo de ingeniería, arquitecto Erwin Heinle
- 1992: Puente de Gálata, Estambul

## Publicaciones
- Spannbeton für die Praxis. Verlag Ernst, Berlín 1973, ISBN 3-433-00541-9.
- Ingenieurbau – Bauingenieure gestalten die Umwelt. Carl Habel Verlag, Darmstadt 1974.
- Brücken/Bridges. Deutsche Verlags-Anstalt, Stuttgart 1982, ISBN 3-421-02590-8.